# Рылов, Аркадий Александрович
Арка́дий Алекса́ндрович Рыло́в (17 [29] января 1870, Истобенск, Вятская губерния — 22 июня 1939[…], Ленинград) — русский живописец-пейзажист и график, важная фигура среди петербургских художников времён Серебряного века и начала советской власти, близкий ученик и друг Архипа Куинджи, педагог, автор мемуаров. Академик Императорской Академии художеств (с 1915), преподаватель ВХУТЕМАС — ВХУТЕИН — ИЖСА (с 1918). Один из членов-учредителей «Союза русских художников» (с 1903) и Общества имени Куинджи (с 1909; председатель в 1922–1928), также состоял участником и экспонентом многих творческих группировок Петербурга — Петрограда — Ленинграда: «Мира искусства», АХРР и Ленинградского Союза художников. Заслуженный деятель искусств РСФСР (1935).

## Биография
Аркадий Александрович Рылов родился в Истобенске; вырос в семье отчима — нотариуса (родной отец был психически болен). Брат Герман Александрович Рылов — преподаватель музыки, пианист и основатель Первой пролетарской музыкальной школы в Вятке (ныне Первая детская музыкальная школа г. Кирова).
Учился в Санкт-Петербурге, сначала в Центральном училище технического рисования барона А. Л. Штиглица (1888—1891) у Константина Крыжицкого. Затем служба в армии. После учился в Высшем художественном училище при Императорской Академии художеств у Архипа Куинджи (1894—1897). Участвовал в создании объединений «Мир искусства», Союз русских художников. С 1915 года — академик живописи.
В окрестностях Петербурга и в Финляндии им были созданы десятки картин и эскизов в характерной для него цветовой гамме. Кроме того, А. А. Рылов успешно работал как художник-иллюстратор и писал эссе о природе.
А. А. Рылов был председателем Общества художников имени А. И. Куинджи.
С 1902 года вёл «класс рисования животных» в Рисовальной школе при Обществе поощрения художеств, с 1917 года преподавал в Академии художеств (профессор с 1918 года). Сотрудничал с журналом «Чиж».
После революции Рылов продолжал активно заниматься творческой и педагогической работой. А. А. Фёдоров-Давыдов называл Рылова «выдающимся советским пейзажистом», а его картину «В голубом просторе» (1918, ГТГ) рассматривал в ряду «тех произведений, с которых принято обычно начинать историю советской живописи». После образования в 1932 году ЛОССХ Рылов участвовал во всех его крупнейших выставках, начиная с Первой выставки ленинградских художников 1935 года. Его работы во многом определяли многогранный облик ленинградской пейзажной живописи 1920—1930-х годов.
В качестве профессора ЛИЖСА Рылов внёс большой вклад в подготовку новых поколений художников, оказав прямо или опосредованно влияние на состояние и развитие советской пейзажной живописи в последующие десятилетия. Достаточно сказать, что среди его учеников были такие известные мастера этого жанра как А. М. Грицай, Б. В. Щербаков, Н. Е. Тимков. Своим «учителем» и «любимым художником» называл Рылова известный ленинградский и петербургский художник Н. Н. Галахов (который, впрочем, учился в ЛИЖСА и состоялся как пейзажист уже после смерти Рылова).

## Ученики
- Козелл, Михаил Георгиевич (1911—1993)
- Лекаренко, Андрей Прокофьевич (1895—1978)
- Малагис, Владимир Ильич (1902—1974)
- Невельштейн, Самуил Григорьевич (1903—1983)
- Серебряный, Иосиф Александрович (1907—1979)
- Тимков, Николай Ефимович (1912—1993)
- Чарушин, Евгений Иванович (1901—1965)
- Шегаль, Григорий Михайлович (1889—1956)

## Работы

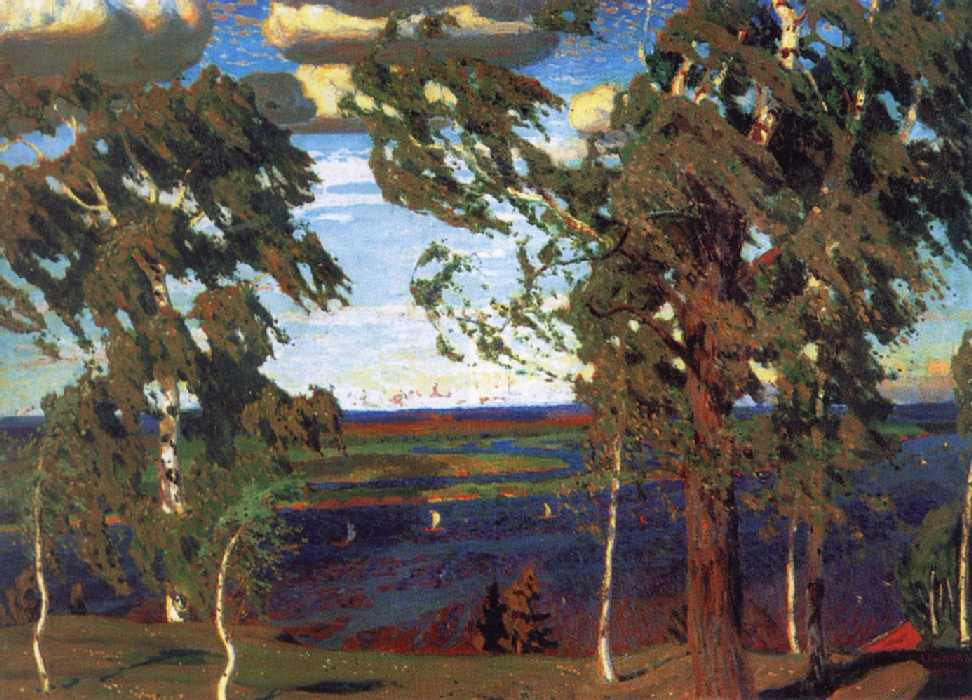
Зелёный шум. 1904 Холст, масло. 107×146 см Государственный Русский музей
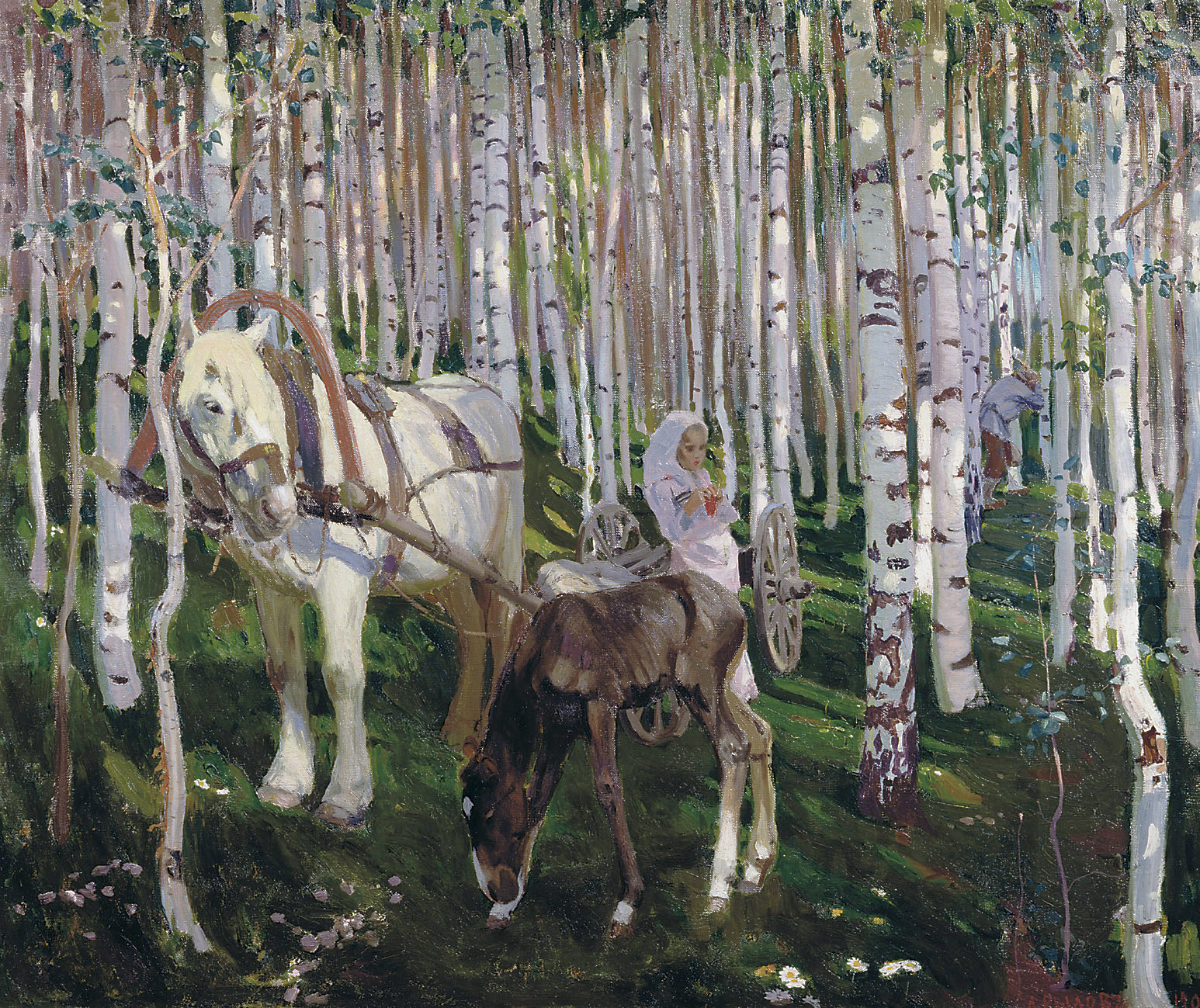
В лесу. 1905 Холст, масло. Кировский областной художественный музей имени В. М. и А. М. Васнецовых
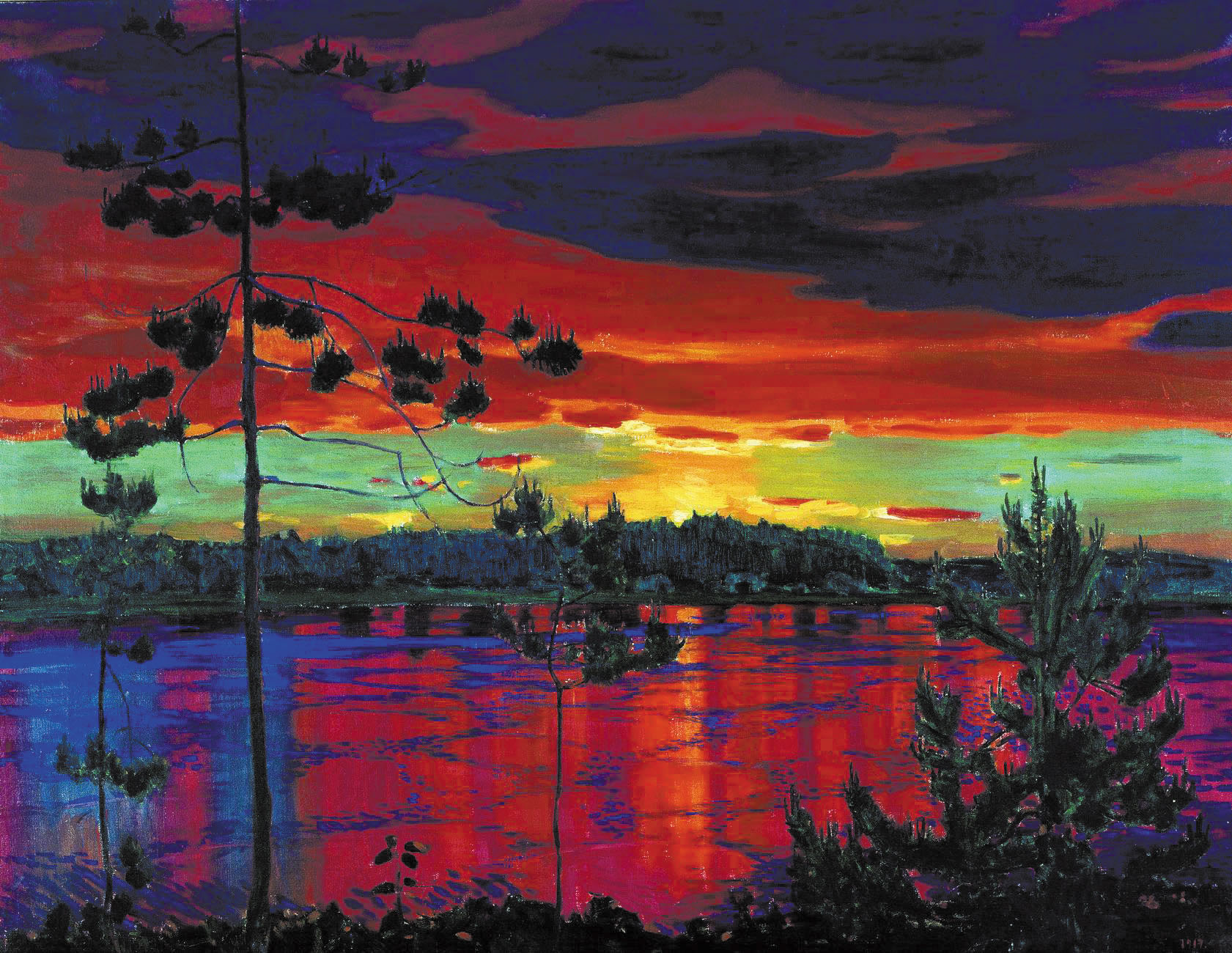
Закат. 1917 Холст, масло.
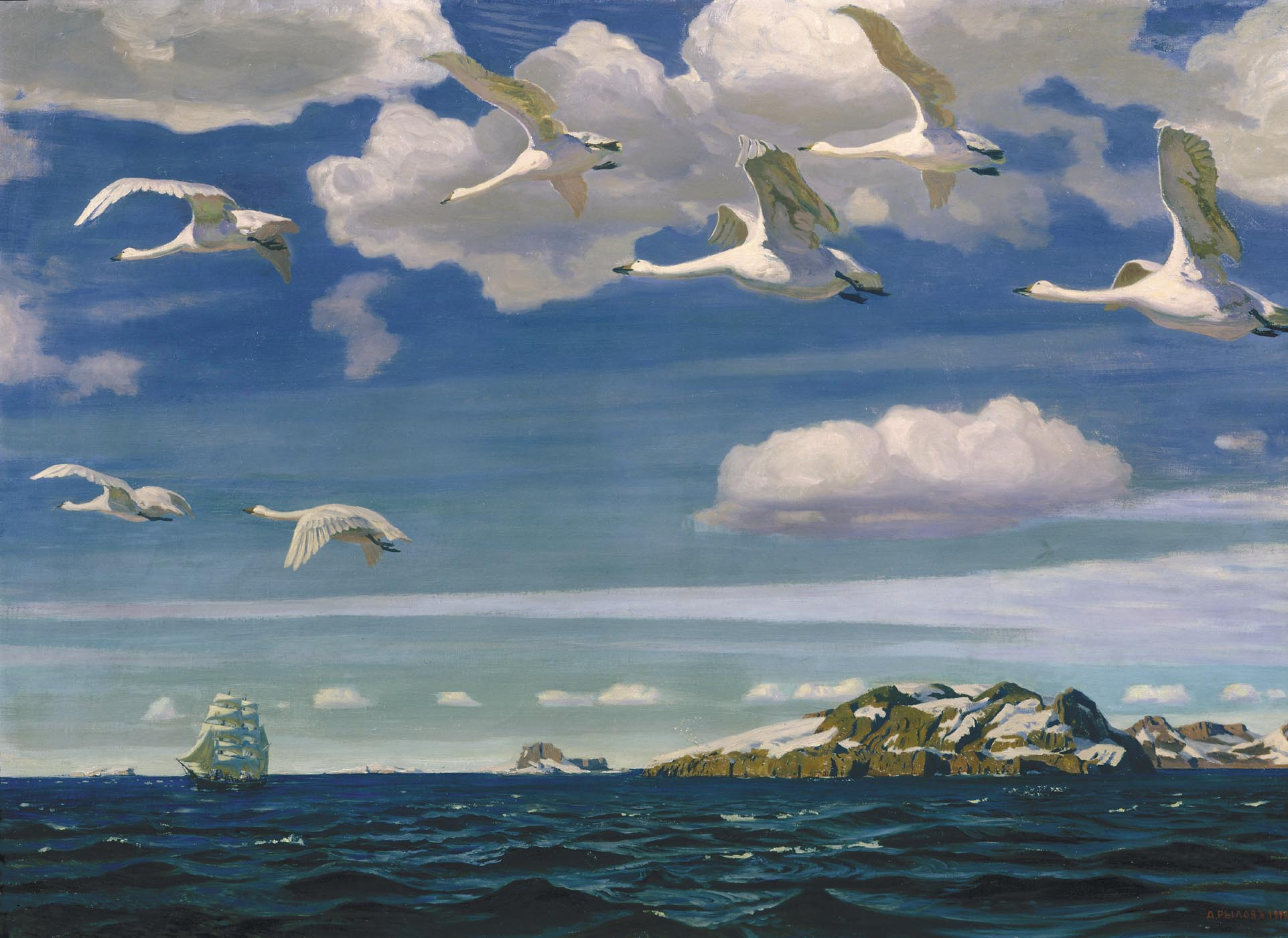
В голубом просторе. 1918 Холст, масло. 109×152 см Третьяковская галерея
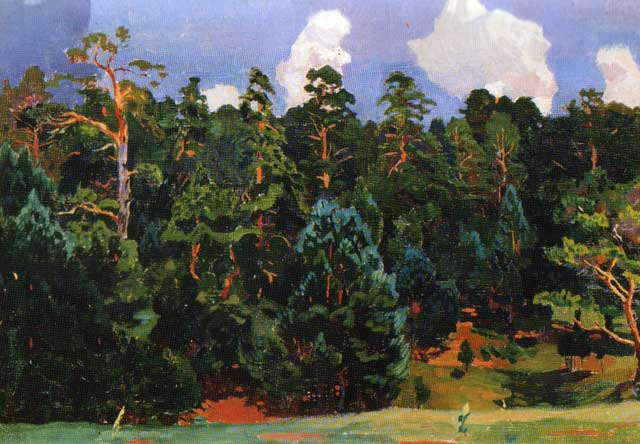
Сосны. 1919 Холст на картоне, масло. 31×44 см Сочинский художественный музей
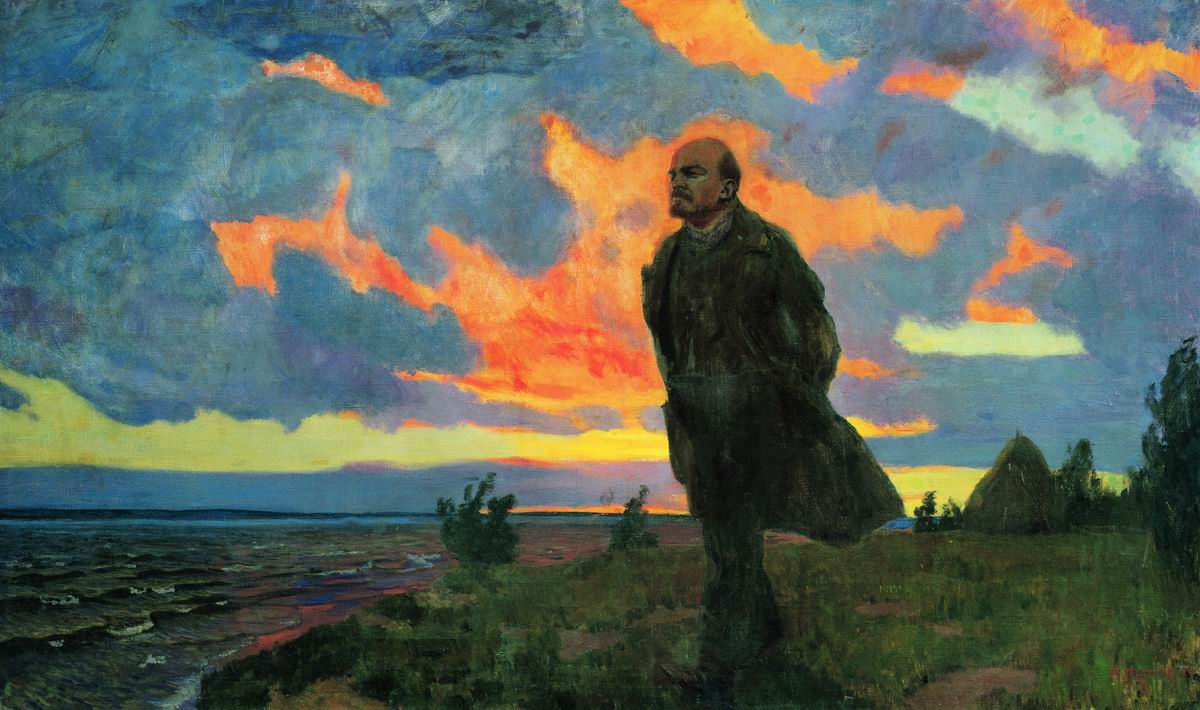
В. И. Ленин в Разливе в 1917 году. 1934 Холст, масло. Государственный Русский музей

Наибольшую известность получили картины Рылова «Зелёный шум» (1904), «В голубом просторе» (1918) и «В. И. Ленин в Разливе в 1917 году» (1934).
Другие его работы:
- «Ветер в деревьях» (Третьяковская галерея)
- «Зелёные кружева» (Третьяковская галерея)
- «В. И. Ленин в Разливе в 1917 году» (1934) (Русский музей)
- «Ноябрь» (1937)
- «Летний день»
- «Летний пейзаж»
- «Сенокос»
- «Цветистый луг»
- «Домик с красной крышей»
- «Полевая рябинка» (1922) (Русский музей)

## Память

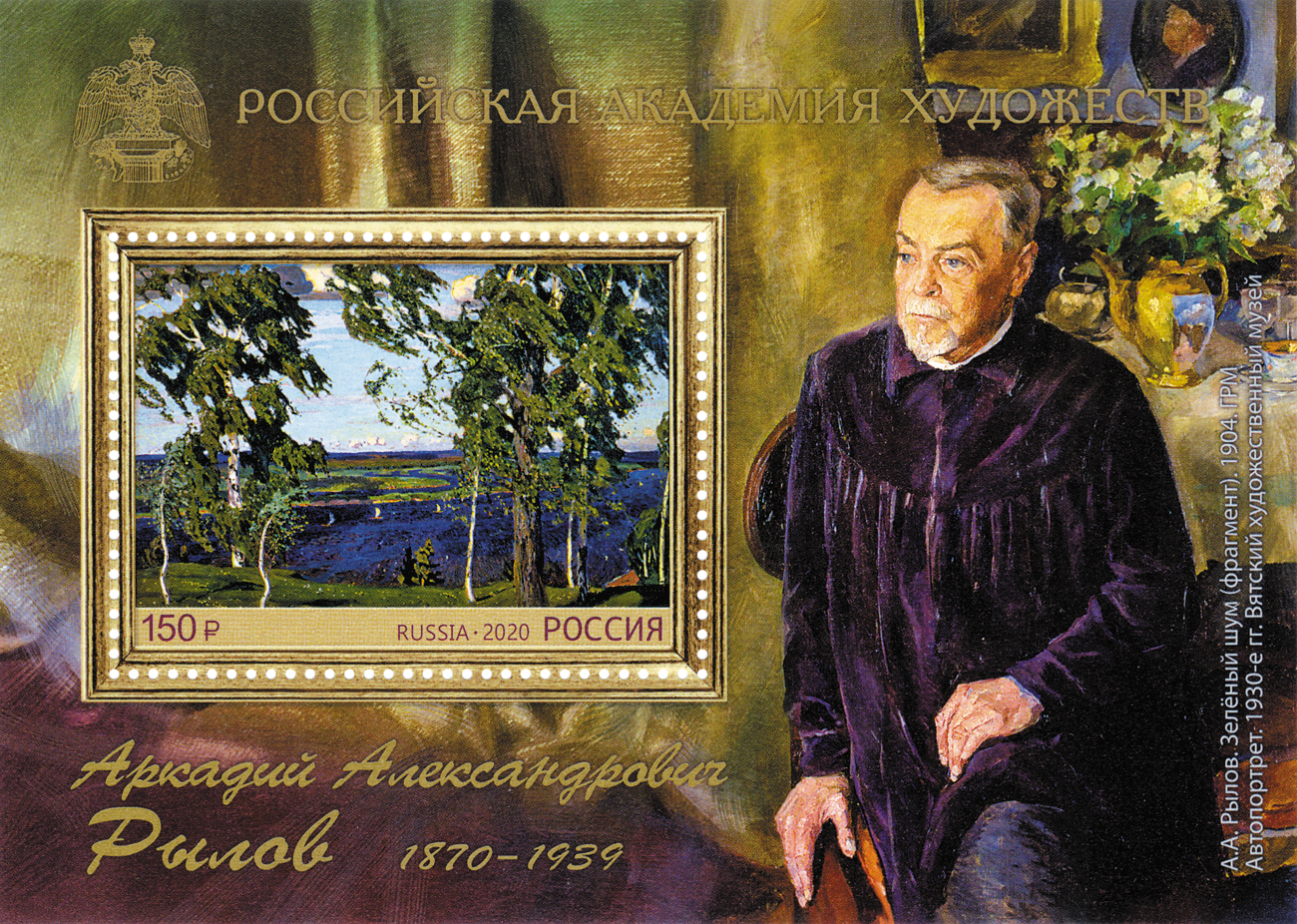
Почтовый блок. 150 лет со дня рождения А. А. Рылова

- В 1998 году имя художника А. А. Рылова было присвоено Вятскому художественному училищу в Кирове[11]; в 2020 году на здании училища открыта мемориальная доска Аркадию Рылову[12].
- В 2020 году в честь художника был выпущен почтовый блок[13].

## Публикации текстов
Мемуары
- Рылов А. А. Воспоминания / Под ред. М. А. Сергеева. — Л. ; М. : Искусство, 1940. — 232 с., 9 вкл. л. ил. : ил.
- Рылов А. А. Воспоминания. — Л.: Художник РСФСР, 1960. — 271 с.
- Рылов А. А. Воспоминания. — М. : Терра — Книжный Клуб Книговек, 2019. — 316, [2] с., [29] л. портр., цв. ил. ; 25 см. — (Пером и кистью). — ISBN 978-5-4224-1605-9.